# Golpe de Estado en Vietnam del Sur de diciembre de 1964
El golpe de Estado en Vietnam del Sur de diciembre de 1964 tuvo lugar antes del amanecer del 19 de diciembre de 1964, cuando la junta militar gobernante de Vietnam del Sur dirigida por el general Nguyễn Khánh disolvió el Alto Consejo Nacional (ACN) y arrestó a algunos de sus miembros. El ACN era un órgano asesor civil de tipo legislativo no electo que habían creado a pedido de Estados Unidos (el principal patrocinador de Vietnam del Sur) para dar una apariencia de gobierno civil. La disolución consternó a los estadounidenses, particularmente al embajador, Maxwell D. Taylor, quien entabló una furiosa guerra de palabras con varios generales, incluido Khánh, y amenazó con recortar la ayuda. No pudieron hacer nada respecto del fait accompli que se les había impuesto, porque deseaban firmemente ganar la guerra de Vietnam y necesitaban apoyar al Ejército de la República de Vietnam. En cambio, los ásperos ataques verbales de Taylor fueron contraproducentes porque galvanizaron a los oficiales vietnamitas en torno al asediado Khánh. En ese momento, el liderazgo de Khánh estaba amenazado por sus compañeros generales, así como por Taylor, que había peleado con él y buscaba su destitución.
El origen de la destitución del ACN fue una lucha de poder dentro de la junta gobernante. Khánh, que se había salvado de un intento de golpe anterior en septiembre de 1964 gracias a la intervención de unos generales más jóvenes llamados los Jóvenes Turcos, estaba en deuda con ellos y necesitaba satisfacer sus deseos de permanecer en el poder. A los Jóvenes Turcos no les gustaba un grupo de oficiales mayores que habían ocupado altos puestos de liderazgo pero que ahora ocupaban puestos sin poder, y querían marginarlos por completo. Como resultado, decidieron ocultar sus motivos políticos introduciendo una política de retiro obligatorio de todos los oficiales generales con más de 25 años de servicio. El jefe de Estado Phan Khắc Sửu, una figura de edad avanzada designada por los militares para dar una apariencia de gobierno civil, no quiso firmar el decreto sin el acuerdo del ACN, que en su mayoría estaba formado por hombres mayores. El ACN recomendó no aplicar la nueva política, y los oficiales más jóvenes, encabezados por el comandante del I Cuerpo, el general Nguyễn Chánh Thi, y el mariscal del aire Nguyễn Cao Kỳ, disolvieron el organismo y arrestaron a algunos de sus miembros junto con otros políticos.
A raíz de este acontecimiento, Taylor citó a Khánh a su oficina. Khánh envió a Thi, Kỳ, al comandante de la Armada de la República de Vietnam, el almirante Chung Tấn Cang y al comandante del IV Cuerpo, el general Nguyễn Văn Thiệu, y después de comenzar con «¿Todos ustedes entienden inglés?», Taylor los reprendió duramente y amenazó con recortes en la ayuda. Aunque enojados por la actitud de Taylor, los oficiales se defendieron de manera contenida. Al día siguiente, Khánh se reunió con Taylor y el líder vietnamita hizo acusaciones oblicuas de que Estados Unidos quería un aliado títere; también criticó a Taylor por su actitud del día anterior. Cuando Taylor le dijo a Khánh que había perdido la confianza en su liderazgo, lo amenazaron con expulsarlo, a lo que respondió con amenazas de recortes totales de la ayuda. Más tarde, sin embargo, Khánh dijo que abandonaría Vietnam junto con otros generales que nombró y, durante una conversación telefónica, le pidió a Taylor que lo ayudara con los preparativos del viaje. Luego le pidió a Taylor que repitiera los nombres de los posibles exiliados para confirmarlo, y Taylor obedeció, sin saber que Khánh estaba grabando el diálogo. Luego Khánh mostró la cinta a sus colegas fuera de contexto, haciéndoles creer erróneamente que Taylor quería expulsarlos de su propio país para aumentar el prestigio de su atribulado liderazgo.
En los días siguientes, Khánh se embarcó en una ofensiva mediática, criticando repetidamente la política estadounidense y denunciando lo que consideraba una influencia indebida y una violación de la soberanía vietnamita, condenando explícitamente a Taylor y declarando la independencia de la nación de la «manipulación extranjera». Las tácticas engañosas de Khánh habían unido a los Jóvenes Turcos en torno a su frágil liderazgo, al menos por el futuro a corto plazo. Después, Khánh y los Jóvenes Turcos comenzaron los preparativos para expulsar a Taylor antes de cambiar de opinión. Los estadounidenses se vieron obligados a dar marcha atrás en su insistencia en que se restableciera el ACN y no cumplieron con las amenazas de Taylor de cortar la ayuda a pesar del desafío de Saigón.

## Antecedentes

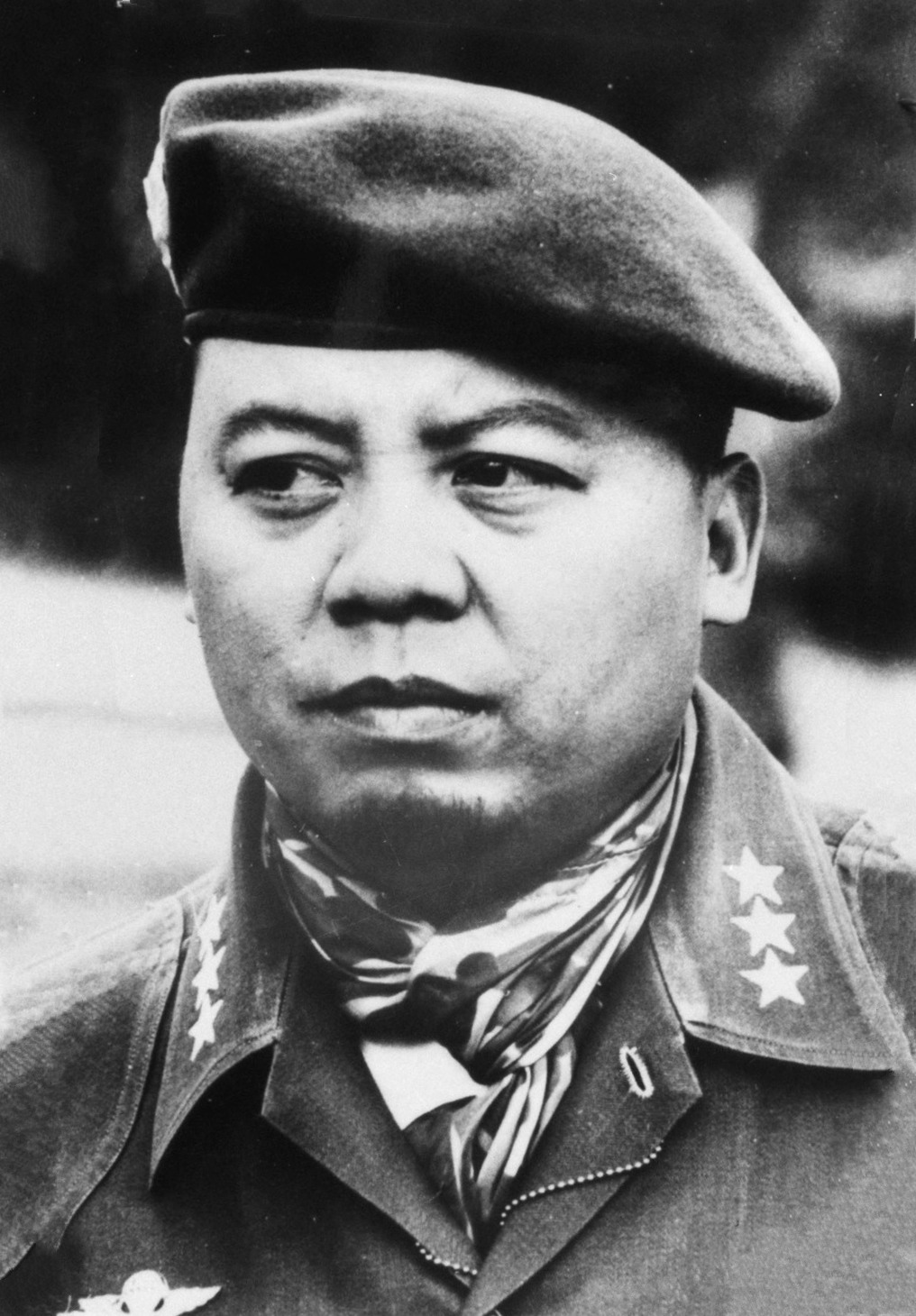
Nguyễn Khánh, el líder del golpe.

El 26 de septiembre de 1964, Nguyễn Khánh y los altos oficiales de su junta militar crearon una apariencia de gobierno civil al formar el Alto Consejo Nacional (HNC), un órgano asesor designado similar a una legislatura. Esto se produjo después del cabildeo realizado por funcionarios estadounidenses, encabezados por el embajador Maxwell Taylor, en Vietnam, ya que daban gran valor a la apariencia de legitimidad civil, que consideraban vital para construir una base popular para cualquier gobierno. Khánh puso a su rival, el general Dương Văn Minh —a quien había depuesto en un golpe de Estado en enero de 1964— a cargo de elegir a los 17 miembros del ACN, y Minh lo llenó de figuras que simpatizaban con él. El ACN tomó entonces la resolución de recomendar un modelo político con un jefe de Estado poderoso, que probablemente sería Minh, dada su simpatía hacia él. Khánh no quería que su rival tomara el poder, por lo que él y los estadounidenses convencieron al ACN de diluir los poderes del cargo para hacerlo poco atractivo para Minh, quien luego fue enviado a una gira diplomática de buena voluntad en el exterior para eliminarlo de la escena política. Sin embargo, Minh regresó a Vietnam del Sur después de unos meses y el equilibrio de poder en la junta todavía era frágil.
El ACN, que contaba con representantes de una amplia gama de grupos sociales, seleccionó al anciano político civil Phan Khắc Sửu como jefe de Estado, y Suu eligió a Trần Văn Hương como primer ministro, un cargo que tenía mayor poder. Sin embargo, Khánh y los generales superiores conservaron el poder real. Al mismo tiempo, un grupo de oficiales católicos intentaba reemplazar a Khánh por su correligionario, el general Nguyễn Văn Thiệu, y el titular estaba bajo presión. Durante 1964, Vietnam del Sur había sufrido una sucesión de reveses en el campo de batalla, en parte debido a la desunión en el ejército y a un enfoque en la conspiración golpista. Mientras tanto, tanto Saigón como Washington estaban planeando una campaña de bombardeos a gran escala contra Vietnam del Norte en un intento de disuadir la agresión comunista, pero estaban esperando la estabilidad en el sur antes de iniciar los ataques aéreos.

## Política de jubilación obligatoria

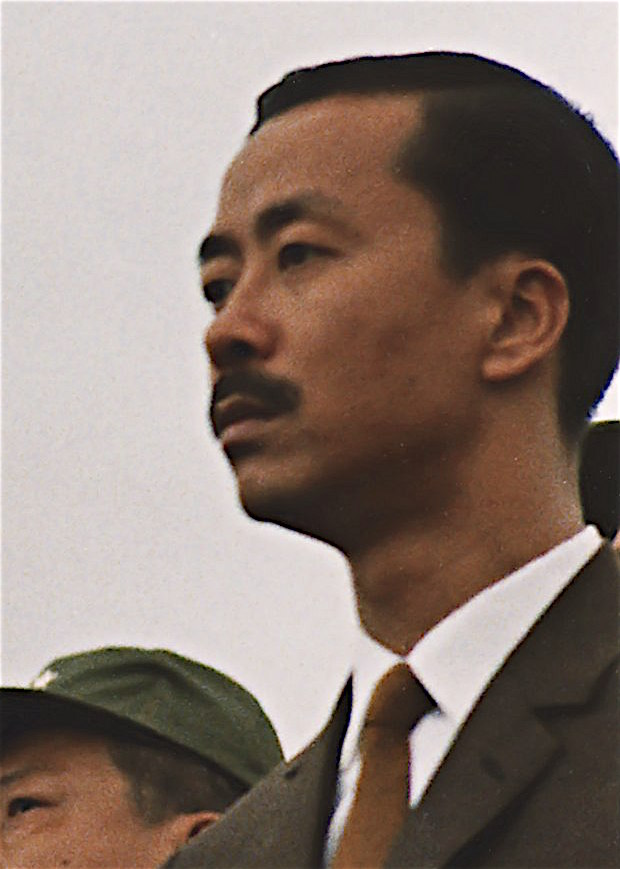
Kỳ era uno de los Jóvenes Turcos más destacados, a quien Khánh le debía mucho.

Khánh y un grupo de oficiales más jóvenes llamados los Jóvenes Turcos, liderados por el jefe de la Fuerza Aérea de la República de Vietnam, el mariscal del aire Nguyễn Cao Kỳ, el comandante del I Cuerpo, el general Nguyễn Chánh Thi, y el comandante del IV Cuerpo Thiệu, querían retirar por la fuerza a los oficiales con más de 25 años de servicio, ya que pensaban que eran letárgicos e ineficaces, pero lo más importante, rivales por el poder. La mayoría de los oficiales mayores tenían más experiencia en el Ejército Nacional Vietnamita durante la era colonial francesa, y algunos de los hombres más jóvenes los veían como demasiado alejados de la situación moderna. Los Jóvenes Turcos tenían bastante influencia sobre Khánh, ya que Thi y Kỳ habían intervenido militarmente para salvarlo de un intento de golpe de Estado en septiembre por parte de los generales Lâm Văn Phát y Dương Văn Đức.
Uno de los objetivos específicos y tácitos de esta política propuesta era eliminar del ejército a los generales Minh, Trần Văn Đôn, Lê Văn Kim y Mai Hữu Xuân. Este cuarteto, junto con Tôn Thất Đính, habían sido los miembros principales de una junta que derrocó al presidente Ngô Đình Diệm en noviembre de 1963. Los generales que depusieron a Diệm no confiaban en Khánh debido a su hábito de cambiar de bando, y Khánh se enojó por sus desaires. Khánh arrestó a Don, Kim, Xuan y Dinh en Đà Lạt después de su golpe de enero, alegando que estaban a punto de hacer un trato con los comunistas, una falsedad para encubrir su motivo de venganza. Estos cuatro llegaron a ser conocidos como los «Generales de Đà Lạt». Más tarde, Khánh los liberó y los colocó en trabajos de oficina sin significancia, sin ninguna tarea que hacer, aunque todavía les pagaban. Khánh hizo esto porque pensó que los Jóvenes Turcos se habían vuelto demasiado poderosos y esperaba utilizar a los generales de Đà Lạt como contrapeso. Durante todo este tiempo, a Minh se le había permitido continuar como jefe de Estado figurativo debido a su popularidad, pero Khánh tenía la intención de marginarlo también. Los Jóvenes Turcos eran plenamente conscientes de los motivos de Khánh para rehabilitar a los generales de Da Lat y querían marginarlos. En público, Khánh y los Jóvenes Turcos afirmaron que los generales de Da Lat y Minh, que había regresado de su gira por el extranjero, habían estado tramando complots con los activistas budistas para recuperar el poder.
Se necesitaba la firma de Suu para aprobar la resolución, pero remitió el asunto al ACN para obtener su opinión. El ACN rechazó la solicitud. Se especuló que el ACN hizo esto porque muchos de ellos eran viejos y, por lo tanto, no apreciaban la negatividad de los generales hacia los mayores; algunos vietnamitas del sur llamaron burlonamente al HNC el Alto Museo Nacional. El 19 de diciembre, sábado, los generales decidieron disolver el HNC arrestando a algunos de sus miembros. El HNC ya había dejado de funcionar de manera significativa, pues sólo 9 de los 17 miembros todavía asistían ocasionalmente a sus reuniones, y pocos de manera regular.

## Disolución del Alto Consejo Nacional

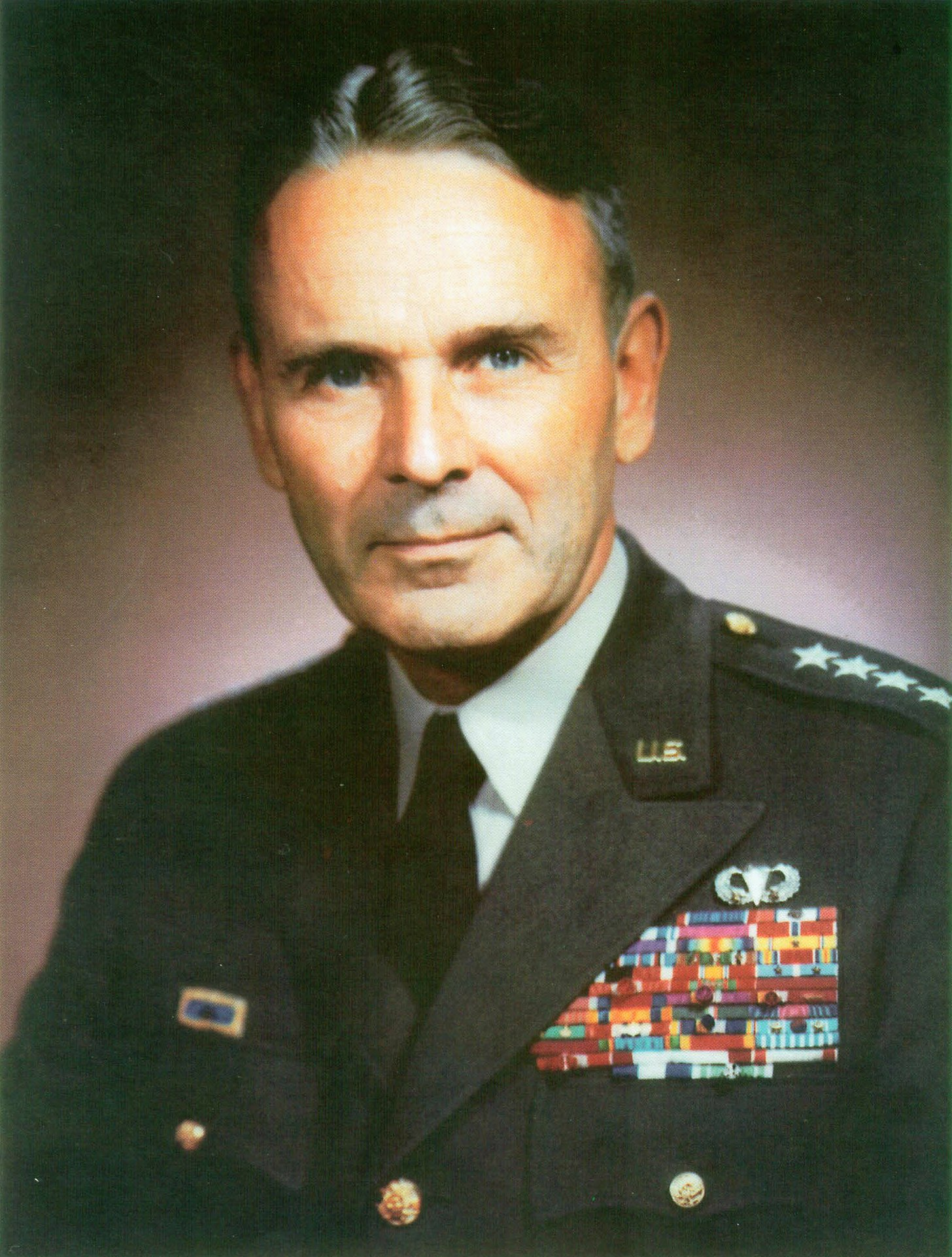
Maxwell Taylor, el embajador de Estados Unidos en Vietnam del Sur, se opuso al golpe y estaba enojado con sus líderes.

Antes del amanecer del 19 de diciembre, hubo movimientos de tropas en la capital mientras la junta deponía a los civiles. La operación estuvo comandada por Thi, que había viajado a Saigón desde el I Cuerpo en el lejano norte, y Kỳ. La policía nacional, que estaba bajo el control del ejército, recorrió las calles y detuvo a cinco miembros del ACN, otros políticos y líderes estudiantiles que consideraban un obstáculo para sus objetivos. Minh y los otros generales ancianos fueron arrestados y trasladados en avión a Pleiku, una ciudad de la región del Altiplano Central en una zona montañosa, mientras que otros oficiales simplemente fueron encarcelados en Saigón. Las fuerzas de la junta también arrestaron a unos 100 miembros del Consejo de Salvación Nacional (CSN) de Lê Khắc Quyến; el CSN era un nuevo partido activo en el centro de Vietnam, en la región del I Cuerpo, y se oponía a la expansión de la guerra. Estaba aliado con Thi y el monje activista budista Thích Trí Quang, pero como Thi participó activamente en la purga, se creyó que se había peleado con Quyen.
En ese momento, Khánh no había dicho nada y dio la impresión de que las medidas se habían tomado sin su consulta o contra su voluntad y que eran un intento por parte de otros oficiales de tomar el poder. De hecho, Hương había respaldado en privado la disolución del ACN, ya que tanto él como los Jóvenes Turcos pensaban que les permitiría ganar más poder e influencia sobre Khánh.
Las luchas internas exasperaron a Taylor, embajador de Estados Unidos en Vietnam del Sur y expresidente del Estado Mayor Conjunto de los Estados Unidos, quien sentía que las disputas entre los oficiales superiores de la junta estaban descarrilando el esfuerzo bélico. Sólo unos días antes, el general William Westmoreland, comandante de las fuerzas estadounidenses en Vietnam, lo había invitado a él y a los generales vietnamitas a una cena. Allí Taylor pidió que se pusiera fin a los persistentes cambios de liderazgo, y Khánh y sus hombres le aseguraron estabilidad. Westmoreland advirtió que la inestabilidad persistente haría que la clase política y el público estadounidenses se volvieran contra Saigón, ya que considerarían inútil apoyar un régimen de ese tipo. Taylor inicialmente envió un cable al Departamento de Estado de los Estados Unidos para afirmar que un «puño militar desnudo» había «arrugado [la] tela cuidadosamente tejida del gobierno civil», y que el arresto de los civiles sería «inmediata y comprensiblemente interpretado por todo el mundo como otro golpe militar, haciendo retroceder todo lo que se había logrado» desde la formación del ACN y la creación de una apariencia de gobierno civil. Continuó diciendo que «es ineludible concluir que si un grupo de oficiales militares pudiera emitir decisiones aboliendo uno de los tres órganos fundamentales de la estructura gubernamental ... y llevar a cabo arrestos militares de civiles, ese grupo de oficiales militares claramente se ha situado por encima y más allá de la estructura de gobierno en Vietnam». Taylor lamentó el hecho de que los generales no habían mostrado dudas sobre ignorar las recomendaciones políticas de los Estados Unidos, particularmente al desatender su consejo explícito de mantener un gobierno civil estable, al menos a un nivel nominal. Taylor lanzó una amenaza apenas disimulada de recortar la ayuda, publicando una declaración pública en la que decía que Washington podría reconsiderar su financiación militar si no se restablecía «la estructura del gobierno legal».

## Enfrentamientos airados con Maxwell Taylor
Taylor convocó a Khánh a su oficina, pero el líder vietnamita envió en su lugar a Thi, Kỳ, Thiệu y al almirante Chung Tấn Cang, comandante de la Armada de la República de Vietnam. Taylor pidió a los cuatro que se sentaran y luego dijo: «¿Todos ustedes entienden inglés?». El embajador entonces denunció airadamente a los oficiales. Según Stanley Karnow, Taylor «se lanzó a una diatriba, regañándolos como si todavía fuera el superintendente de West Point y ellos fueran un grupo de cadetes descubiertos haciendo trampa». Dijo: «Les dije claramente a todos en la cena del general Westmoreland que los estadounidenses estábamos cansados de los golpes de Estado. Aparentemente desperdicié mis palabras». Condenó la eliminación del ACN como «totalmente ilegal», y dijo que había «destruido el proceso de formación del gobierno», y que «dejé en claro que todos los planes militares que sé que les gustaría llevar a cabo dependen de la estabilidad del gobierno», algo que sintió que se había perdido con el despido del ACN. Dijo: «Han causado un verdadero desastre. No podemos retenerlos por siempre si hacen cosas como esta». Taylor creía que el ACN era una parte esencial del gobierno, porque como estadounidense, creía que la legitimidad civil era una necesidad. Para él, el ACN era un paso necesario en el camino hacia una legislatura civil electa, que consideraba fundamental para la moral nacional y militar. El historiador Mark Moyar consideró innecesaria la intervención de Taylor y señaló que había habido muchos casos de combates feroces en la historia vietnamita a pesar de la completa ausencia de democracia a lo largo de la historia de la nación. Taylor también les recordó una reunión anterior en la que había discutido un plan estadounidense para expandir la guerra, aumentar la financiación para el ejército de Vietnam del Sur y pasar a la ofensiva contra los comunistas a petición de Khánh. Taylor dijo que los estadounidenses no podrían ayudar a Saigón a seguir su estrategia militar deseada si las maquinaciones políticas no cesaban. Taylor dijo que si los militares no transferían algunos poderes o capacidad de asesoramiento al ACN o a otra institución civil, se retendría la ayuda y se suspenderían algunas operaciones militares planeadas contra la ruta Ho Chi Minh —que estaba siendo utilizada para infiltrar comunistas en el sur—.

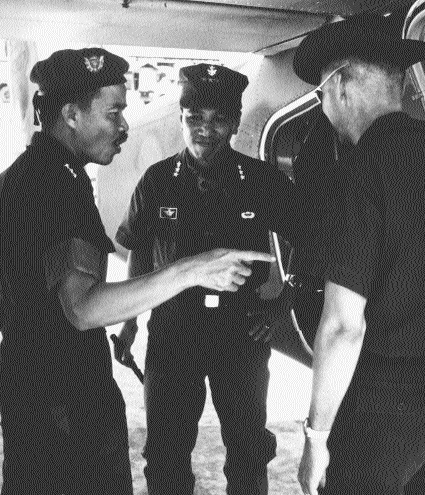
Thi (izquierda) y Thiệu (derecha) durante la década de 1960. Ambos fueron sometidos al arrebato de Taylor.

Los cuatro oficiales quedaron desconcertados por las duras palabras de Taylor y se sintieron humillados. Una década después del incidente, Kỳ describió a Taylor como «el tipo de hombre que se dirigía a la gente en lugar de hablarles», haciendo referencia al enfrentamiento. Karnow dijo: «Por el bien de su propio orgullo, ellos [los oficiales vietnamitas] se resintieron de ser tratados de maneras que les recordaban su dependencia casi total de una potencia extranjera. ¿Cómo podían preservar un sentido de soberanía cuando Taylor, esforzándose por presionarlos para que 'hicieran las cosas', se comportaba como un virrey?». Sin embargo, Thi también disfrutaba perversamente de irritar a Taylor. Poco después, un oficial de la CIA lo vio sonriendo. Cuando se le preguntó por qué estaba feliz, Thi dijo: «Porque este es uno de los días más felices de mi vida ... Hoy le dije al embajador norteamericano que no podía darnos órdenes». Sin embargo, la conducta de Taylor había irritado a los oficiales, avivando su sentimiento latente de nacionalismo y antiamericanismo; Khánh explotaría esto para fortalecer su frágil posición en la junta.
El cuarteto de delegados de Khánh respondió a Taylor de manera circunloquial. Mantuvieron la calma y no recurrieron a la confrontación directa. Kỳ dijo que el cambio era necesario, ya que «la situación política es peor que nunca bajo el gobierno de Diệm». Kỳ explicó que la situación exigía la disolución del consejo, diciendo «Sabemos que quieren estabilidad, pero no pueden tener estabilidad hasta que tengan Unidad». Afirmó que algunos miembros del ACN estaban difundiendo rumores de golpe y creando dudas entre la población, y que «tanto los líderes militares como los civiles consideran que la presencia de estas personas en el Alto Consejo Nacional es divisiva para las Fuerzas Armadas debido a su influencia». Kỳ acusó además a algunos de los miembros del ACN de ser simpatizantes comunistas y cobardes que querían impedir que el ejército se fortaleciera. Prometió explicar la decisión en una conferencia de prensa y prometió que él y sus colegas regresarían a roles puramente militares en un futuro cercano. Thiệu agregó: «No veo cómo nuestra acción ha perjudicado al gobierno de Hương ... Hương ahora tiene el apoyo total del Ejército y no tiene preocupaciones por parte del Alto Consejo Nacional, que hemos eliminado». Cang dijo: «Parece ... que se nos trata como si fuéramos culpables. Lo que hicimos fue sólo por el bien del país».
Cuando Taylor dijo que las medidas restaban poder a Hương y Suu, los oficiales no estuvieron de acuerdo y dijeron que apoyaban plenamente al dúo y que Hương había aprobado la disolución del ANC. Taylor no se impresionó con las garantías y concluyó diciendo: «No sé si continuaremos apoyándoles después de esto ... Ustedes han roto muchos platos y ahora tenemos que ver cómo podemos arreglar este lío». El adjunto de Taylor, U. Alexis Johnson, sintió que la discusión se había vuelto contraproducente y estaba aumentando el problema. Sugirió que si los generales no se sentían dispuestos a cambiar su posición inmediatamente, deberían abstenerse de acciones que pudieran impedir un cambio de actitud posterior. Propuso que simplemente anunciaran la remoción de ciertos miembros del ACN en lugar de la disolución de todo el organismo, con la esperanza de que el ACN pudiera ser reconstituido con cifras que consideraran más satisfactorias. Los cuatro oficiales no dieron una respuesta clara a la idea de Johnson, indicando que no habían tomado una decisión concreta al decir «la puerta no está cerrada».

### Taylor se reúne con Hương
Cuando Taylor se reunió con Hương después, instó al primer ministro a rechazar la disolución del HNC. Hương dijo que él y Suu no habían sido notificados de las medidas, pero acordaron intervenir y hacerse cargo del trabajo del organismo. Sin embargo, Taylor pidió a Hương que condenara públicamente el golpe y pidiera al ejército que liberara a los arrestados. Hương también dijo que estaría dispuesto a reorganizar su administración para satisfacer los deseos de los militares, y que conservar su apoyo era esencial para mantener funcional a un gobierno civil. Taylor dijo que Estados Unidos no estaba de acuerdo con el gobierno militar como principio y podría reducir la ayuda, pero Hương no se conmovió y dijo que el pueblo vietnamita «adopta un enfoque más sentimental que legalista» y que la existencia del procedimiento civil y del ACN era mucho menos urgente que el «prestigio moral de los líderes». Los asesores militares y oficiales de inteligencia estadounidenses que se comunicaron con miembros de alto rango de la junta descubrieron que no les preocupaban las posibles ramificaciones legales de sus acciones.
Más tarde, a pesar de las súplicas de Taylor de mantener en secreto la disolución del ACN con la esperanza de que se revirtiera, Kỳ, Thi, Thiệu y Cang convocaron una conferencia de prensa, donde sostuvieron que el ACN se había disuelto en el mejor interés de la nación. El cuarteto prometió mantenerse firme y no renegar de su decisión. También proclamaron su continua confianza en Suu y Hương. Dos días después, Khánh apoyó públicamente el golpe de Estado de los Jóvenes Turcos contra el ACN, condenando al órgano asesor y afirmando el derecho del ejército a intervenir si «las disputas y las diferencias crean una situación favorable a los enemigos comunes: el comunismo y el colonialismo». Los generales anunciaron que habían formado un nuevo organismo llamado Consejo de las Fuerzas Armadas (CFA) para suceder al actual Consejo Militar Revolucionario, y se refirieron a la disolución del ACN como la Decisión N.º 1 del AFC Los responsables políticos estadounidenses consideraron que las acciones públicas de los generales vietnamitas eran un «desafío» y un desafío a sus consejos.

### Taylor se reúne con Khánh
Al día siguiente de la conferencia de prensa de los Jóvenes Turcos, Taylor se reunió en privado con Khánh en la oficina de este último. Se quejó de la disolución del ACN y dijo que no estaba de acuerdo con los valores de la alianza y la lealtad que Washington esperaba de Saigón. Agregó que Estados Unidos no podía cooperar con dos gobiernos a la vez: un régimen militar que tenía el poder mientras un organismo civil asumía la responsabilidad. Khánh respondió irritado que Vietnam no era un satélite de Estados Unidos y comparó la situación con el apoyo de Estados Unidos al exitoso golpe de Estado contra Diệm, diciendo que la lealtad debía ser recíproca. Khánh había insinuado que sentía que los estadounidenses estaban a punto de destituirlo como a Diệm, quien luego fue asesinado, pero esto irritó a Taylor, quien se había opuesto al cambio de régimen. Taylor luego lamentó a Khánh, diciendo que había perdido la confianza en el oficial vietnamita, y recomendó que Khánh renunciara y se exiliara. También dijo que los suministros militares que se enviaban a Vietnam en ese entonces serían retenidos después de llegar a Saigón y que la ayuda estadounidense en la planificación y asesoramiento de operaciones militares sería suspendida.
Khánh se erizó y dijo: «Debes mantenerte en tu lugar como embajador ... como Embajador, realmente no es apropiado que usted trate de esta manera con el comandante en jefe de las fuerzas armadas sobre un asunto político, ni tampoco era apropiado que usted hubiera convocado a algunos de mis generales a la Embajada ayer». Amenazó con expulsar a Taylor, quien respondió diciendo que una salida forzada significaría el fin del apoyo estadounidense. Sin embargo, Khánh dijo más tarde que estaba abierto a la posibilidad de viajar al extranjero y le preguntó a Taylor si pensaba que eso sería bueno para el país, a lo que el embajador respondió afirmativamente. Khánh también dijo que asumía la responsabilidad de las acciones de sus generales y expresó su pesar por lo que habían hecho. Luego Khánh finalizó la reunión diciendo que pensaría en su futuro.
Más tarde, Khánh llamó a Taylor desde su oficina y le expresó su deseo de renunciar e ir al extranjero junto con otros generales, pidiendo a los estadounidenses que financiaran los gastos de viaje. Luego leyó a Taylor la lista de generales para quienes era necesario hacer arreglos y le pidió al embajador que repitiera los nombres para su confirmación. Taylor lo hizo sin saber que Khánh estaba grabando el diálogo. Después, Khánh les mostró la cinta fuera de contexto a sus colegas, dándoles la impresión de que Taylor estaba pidiendo su expulsión de su propio país. Khánh pidió entonces a sus colegas que participaran en una campaña para fomentar las protestas callejeras antiestadounidense y dar la impresión de que el país no necesitaba la ayuda de Washington. Un informante de la CIA informó en aquel entonces que las recientes discusiones con Taylor habían enfurecido tanto al volátil Thi que había jurado en privado «hacer estallar todo» y «matar a Phan Khắc Sửu, Trần Văn Hương y Nguyễn Khánh y poner fin a todo esto. Luego veremos qué pasa».

## Campaña pública en los medios de Khánh
En la mañana del 22 de diciembre, como parte de su Orden del Día, un mensaje regular a las fuerzas armadas por Radio Vietnam, Khánh se retractó de su promesa de abandonar el país y anunció: «Hacemos sacrificios por la independencia del país y la libertad del pueblo vietnamita, pero no para llevar a cabo la política de ningún país extranjero». Dijo que era «mejor vivir pobres pero orgullosos como ciudadanos libres de un país independiente en lugar de vivir en la comodidad y la vergüenza como esclavos de los extranjeros y los comunistas». Khánh prometió su apoyo tanto al gobierno civil de Hương como al de Suu, y condenó el colonialismo en una referencia velada a los EE. UU..
Khánh denunció explícitamente a Taylor en una entrevista exclusiva con Beverly Deepe publicada en el New York Herald Tribune el 23 de diciembre, diciendo que «si Taylor no actuaba más inteligentemente, el Sudeste Asiático estaría perdido» y que Estados Unidos no podía esperar tener éxito modelando Vietnam del Sur según las normas estadounidenses. Khánh dijo que Taylor y Estados Unidos tendrían que ser «más prácticos y no soñar con que Vietnam sea una imagen de Estados Unidos, porque el modo de vida y la gente son completamente diferentes». Añadió que la actitud de Taylor «durante las últimas 48 horas —en lo que a mi pequeña cabeza respecta— ha estado más allá de toda imaginación». Para justificar la eliminación del ANC, Khánh dijo que fueron «explotados por elementos contrarrevolucionarios que colocaron consideraciones partidistas por encima del interés sagrado de la patria». Khánh también amenazó con divulgar el contenido de su discusión con Taylor, diciendo: «Un día espero contarle esto al pueblo vietnamita y al pueblo estadounidense ... Es una lástima porque el general Taylor no está sirviendo bien a su país».
Khánh no había divulgado que se habían producido acaloradas discusiones en privado, por lo que Deepe no estaba seguro de qué había sucedido entre Taylor y Khánh para provocar tal arrebato. Se puso en contacto con la Embajada de Estados Unidos para preguntar cuál era el motivo de la disputa. En un primer momento, los estadounidenses defendieron a Taylor sin hacer referencia a cuál era el problema, afirmando: «El embajador Taylor no ha llevado a cabo ninguna actividad que pueda considerarse impropia de ninguna manera ... Todas sus actividades están diseñadas para servir a los mejores intereses tanto de Vietnam como de los Estados Unidos». El Departamento de Estado emitió una declaración más tarde ese mismo día en términos más contundentes, diciendo que «el embajador Taylor ha estado actuando en todo momento con el pleno apoyo del gobierno de los Estados Unidos ... un gobierno debidamente constituido que ejerza plenos poderes ...sin interferencias indebidas ... es la condición esencial para el éxito del esfuerzo por derrotar al Viet Cong». Al día siguiente, el Secretario de Estado Dean Rusk dijo que la ayuda tendría que ser recortada, ya que los programas que se estaban financiando necesitaban un gobierno eficaz para ser útiles. Más tarde, Taylor respondió calificando las acciones de los generales de «interferencia indebida» en el ámbito del gobierno civil.
Al desafiar a Taylor, Khánh obtuvo una mayor aprobación entre sus colegas de la junta, ya que las acciones del embajador fueron vistas como un insulto a la nación. En la noche del 23 de diciembre, Khánh convenció a sus compañeros oficiales para que se unieran a él para presionar a Hương para que declarara a Taylor persona non grata y lo expulsara de Vietnam del Sur. Estaban seguros de que Hương no podría rechazarlos y ponerse del lado de una potencia extranjera a expensas del ejército que lo había instalado, e hicieron preparativos para reunirse con él al día siguiente. Khánh también le dijo a Hương que si Taylor no era expulsado, él y los otros generales realizarían una conferencia de prensa y publicarían «relatos detallados» del enfrentamiento del embajador con el cuarteto y su «ultimátum al general Khánh» al día siguiente. Sin embargo, alguien en la junta era un informante de la CIA y reportó el incidente, lo que permitió a los funcionarios estadounidenses presionar individualmente a los oficiales para que cambiaran su postura. Al mismo tiempo, los estadounidenses informaron a Hương que si Taylor era expulsado, la financiación estadounidense cesaría. Al día siguiente, los generales cambiaron de opinión y cuando se encontraron con Hương en su oficina, sólo le pidieron que denunciara formalmente el comportamiento de Taylor en sus reuniones con Khánh y su cuarteto y que «tomara medidas apropiadas para preservar el honor de todas las fuerzas armadas vietnamitas y mantener intacto el prestigio nacional».
El 24 de diciembre, Khánh emitió una declaración de independencia de la «manipulación extranjera», y condenó el «colonialismo», acusando explícitamente a Taylor de abusar de su poder. En ese momento, Khánh también estaba negociando en secreto con los comunistas, con la esperanza de llegar a un acuerdo de paz que le permitiera expulsar a los estadounidenses de Vietnam, aunque este esfuerzo no condujo a ninguna parte en los dos meses antes de que lo obligaran a dejar el poder. Por su parte, Taylor dijo en privado a los periodistas estadounidenses que Khánh estaba expresando su oposición a Estados Unidos simplemente porque sabía que había perdido la confianza de Washington. Taylor dijo que Khánh carecía por completo de principios y que estaba fomentando el sentimiento antiestadounidense únicamente para tratar de apuntalar sus perspectivas políticas, no porque pensara que la política estadounidense era perjudicial para Vietnam del Sur. Los medios de comunicación estadounidenses fueron en general muy críticos con las acciones de Khánh y no culparon a Taylor por la discordia. Peter Grose del The New York Times dijo: «Casi parece como si los insurgentes del Viet Cong y el gobierno de Saigón conspiraran para hacer que Estados Unidos se sintiera mal recibido». El Chicago Tribune satirizó a la junta de Khánh, calificándola de «parodia de gobierno» y diciendo que no sobreviviría ni una semana sin el apoyo de Estados Unidos y describiendo a los generales como «remesadores a sueldo de Estados Unidos». Sin embargo, el New York Herald Tribune dijo que era peligroso presionar demasiado a Vietnam del Sur, citando la inestabilidad que siguió al apoyo estadounidense al golpe contra Diệm, quien se había resistido a menudo al consejo estadounidense. «La cuestión no es el general Khánh contra el general Taylor, sino si los vietnamitas aún tienen la voluntad de existir como estado independiente». El periódico afirmaba que si la respuesta era sí, tanto Washington como Saigón tendrían que mirar más allá de las personalidades.
Enojado con Deepe por haber ventilado las quejas de Khánh contra él, Taylor invitó a todos los demás periodistas estadounidenses en Saigón a esta reunión informativa privada. Taylor dio a los periodistas su versión de la disputa y las discusiones con los generales, y esperaba que fuera una información de fondo útil para los medios, para que entendieran lo que había hecho y no llegaran a conclusiones negativas sobre su conducta en sus escritos. Debido a la delicadeza de la situación, les pidió que mantuvieran sus comentarios fuera del registro. Sin embargo, alguien en la reunión informó a Deepe de lo que Taylor había dicho, y ella publicó las declaraciones el 25 de diciembre bajo el título Taylor Rips Mask Off Khánh («Taylor le quita la máscara a Khánh»). En este artículo también se atribuyeron comentarios a Taylor, quien describió a algunos oficiales survietnamitas como «casi locos» y acusó a muchos generales de quedarse en Saigón y permitir que sus oficiales subalternos dirigieran la guerra como mejor les pareciera. El artículo de Deepe provocó un gran revuelo debido a la tensión entre Taylor y los generales vietnamitas.

## Atentado del Hotel Brinks

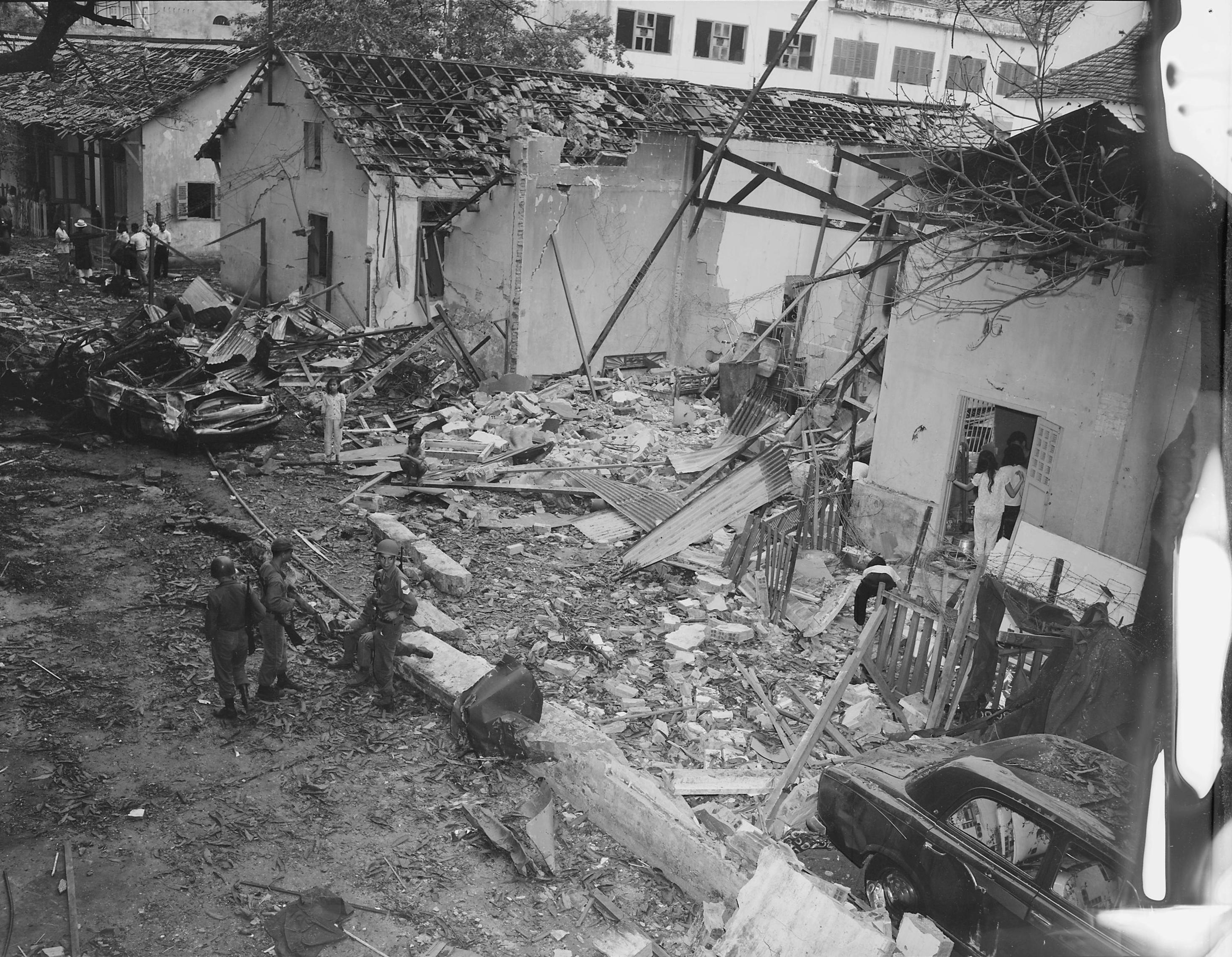
El atentado del Hotel Brinks fue perpetrado por el Viet Cong, que se atribuyó la responsabilidad, pero debido a los comentarios furiosos de Khánh, el gobierno estadounidense no estaba tan seguro.

Al mismo tiempo, Westmoreland se preocupó por la creciente antipatía hacia los EE. UU. y solicitó al Comando del Pacífico de Estados Unidos (CINCPAC): «En vista de la inestable situación política actual ... y la posibilidad de que esta situación pudiera llevar a actividades antiestadounidenses de intensidad desconocida, solicitamos que la Fuerza de Desembarco de los Marines que se encuentra ahora frente a Cap Varella se posicione fuera de la vista de la tierra frente a Cap St. Jacques lo antes posible». Más conocida como Vũng Tàu, Cap St. Jacques era una ciudad costera en la desembocadura del río Saigón alrededor de 80 km al sureste de la capital. Westmoreland también puso sobre aviso a los marines estadounidenses estacionados en la bahía de Súbic, en Filipinas.
Ese mismo día, el Viet Cong realizó un atentado con bomba en el Hotel Brinks, donde estaban alojados oficiales estadounidenses, matando a dos estadounidenses e hiriendo a unas 50 personas, entre ellas civiles y personal militar. Como resultado, hubo una sospecha entre una minoría de que la junta de Khánh había estado detrás del ataque, a pesar de que el Viet Cong había asumido la responsabilidad a través de una transmisión de radio. Cuando los estadounidenses empezaron a hacer planes para tomar represalias contra Vietnam del Norte, no se lo dijeron a Khánh y a su junta. Westmoreland, Taylor y otros altos oficiales estadounidenses en Saigón y Washington instaron al presidente Lyndon B. Johnson a autorizar bombardeos de represalia contra Vietnam del Norte, Taylor predijo: «Algunas de nuestras disputas locales probablemente desaparecerán por el entusiasmo que nuestra acción generaría». Johnson se negó y una de las razones fue la inestabilidad política en Saigón. Johnson argumentó que era poco probable que la comunidad internacional y el público estadounidense creyeran que el Viet Cong estaba detrás del ataque, y que en cambio culparían a las luchas internas locales por la violencia. Los funcionarios de la administración Johnson no concluyeron que los comunistas eran responsables hasta cuatro días después del ataque. El Departamento de Estado envió un cable a Taylor diciendo que «En vista de la confusión general en Saigón», la opinión pública estadounidense e internacional sobre un ataque aéreo estadounidense sería que la administración Johnson estaba «tratando de salir a tiros de una crisis política interna [en Vietnam del Sur]».

## Consecuencias
Como resultado de la tensión de finales de diciembre, el estancamiento se mantuvo. Estados Unidos esperaba que los generales cedieran porque no podrían sobrevivir y repeler a los comunistas o a los oficiales rivales sin la ayuda de Washington. Por otra parte, Khánh y los Jóvenes Turcos esperaban que los estadounidenses se preocuparan más por los avances comunistas primero y aceptaran su fait accompli contra el ACN. Los generales tenían razón.

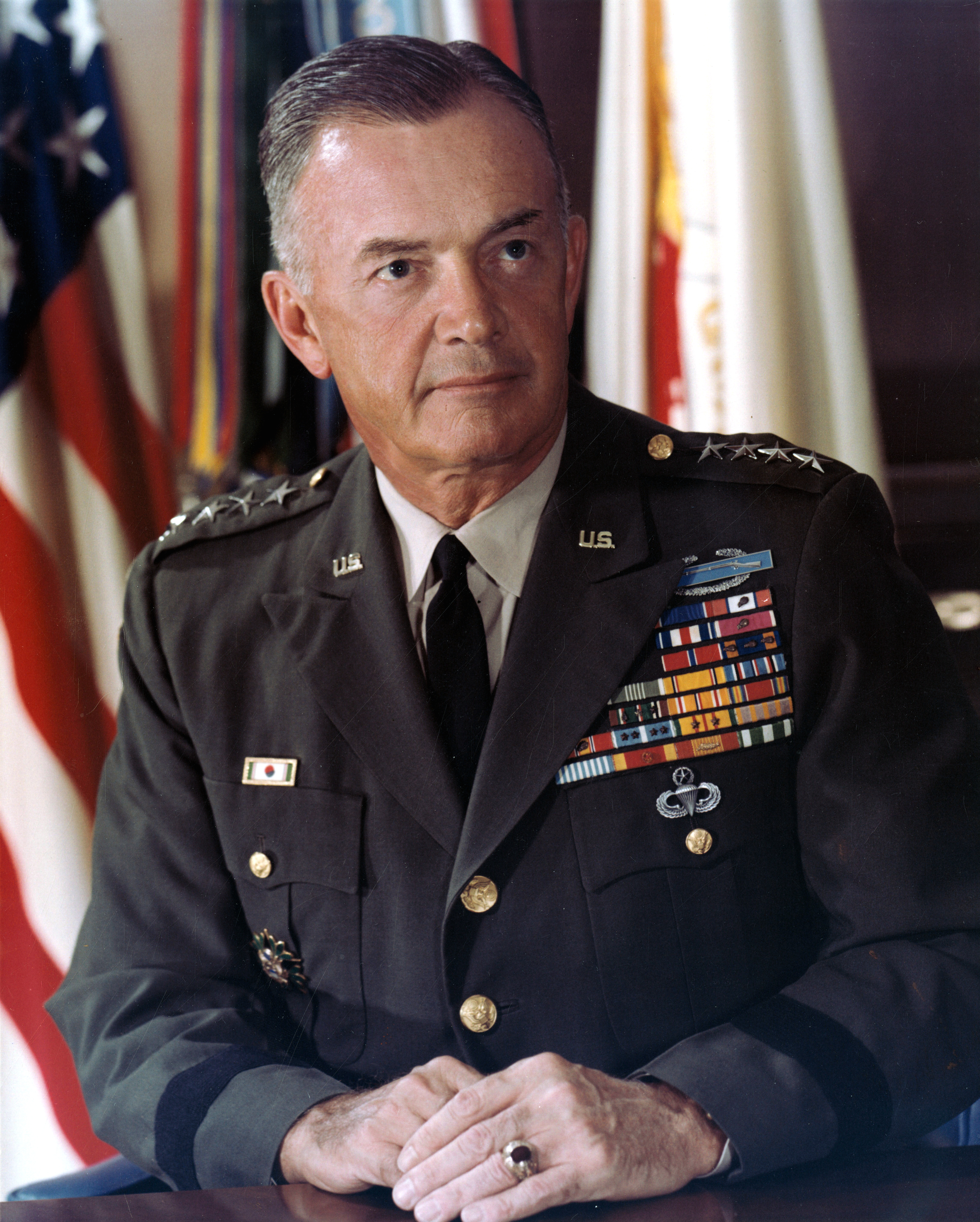
El general John L. Throckmorton fue enviado a arreglar las cosas con los oficiales vietnamitas.

Al final los survietnamitas se salieron con la suya. Como los generales y Hương no estaban dispuestos a restablecer el ACN, Taylor envió al general John L. Throckmorton para reunirse con ellos y mejorar las relaciones. Throckmorton dijo a los generales vietnamitas que habían leído demasiado en los comentarios de Taylor y que Estados Unidos no tenía intención de presionarlos para que abandonaran el poder con recortes de ayuda. El almirante Cang no parecía impresionado, mientras que Thiệu y Kỳ hicieron comentarios indirectos y vagos sobre lo que percibieron como tácticas engañosas durante las conversaciones. Khánh pareció tranquilizarse por las propuestas de Throckmorton e hizo una declaración pública el 30 de diciembre, diciendo que no era tan hostil hacia los estadounidenses como se había informado y que quería que Thiệu y Cang se reunieran con los estadounidenses para aliviar cualquier tensión restante. También afirmó en privado que las declaraciones que le atribuyó Deepe eran falsas y creó un comité bilateral para discutir las tensiones. Al final los generales triunfaron, ya que los estadounidenses no hicieron nada contra ellos por negarse a reinstaurar el ACN. Los vietnamitas del sur ganaron en gran parte porque los estadounidenses habían gastado tanto en el país y no podían darse el lujo de abandonarlo y perder ante los comunistas en la cuestión del gobierno militar, ya que una toma de poder comunista sería un golpe de relaciones públicas para el bloque soviético. Según Karnow, para Khánh y sus oficiales, «su debilidad era su fuerza». Un funcionario anónimo del gobierno de Vietnam del Sur dijo: «Nuestra gran ventaja sobre los estadounidenses es que ellos quieren ganar la guerra más que nosotros».
La única concesión que hizo la CFA fue el 6 de enero de 1965, cuando realizó una farsa al renunciar oficialmente a todo su poder a Hương, a quien se le pidió que organizara elecciones. También acordaron nombrar un organismo civil y liberar a los arrestados en diciembre. Khánh había propuesto restablecer el gobierno civil si se creaba un «órgano de control» militar para mantener el control sobre ellos, pero Taylor rechazó la idea. Esto dio lugar a un anuncio oficial de Hương y Khánh tres días después, en el que los militares reiteraron una vez más su compromiso con el gobierno civil a través de una legislatura elegida y una nueva constitución, y que «todos los patriotas genuinos» se «reunirían fervientemente» para colaborar en la elaboración de un plan para derrotar a los comunistas. Los estadounidenses no quedaron impresionados con la declaración, que fue mostrada a Taylor antes de hacerse pública; el Departamento de Estado anunció con malhumor que «parece representar cierta mejora en la situación». Sin embargo, tanto Khánh como Taylor fueron firmantes de este anuncio del 9 de enero.
Aunque el golpe fue un éxito político para Khánh, no fue suficiente para estabilizar su liderazgo a largo plazo. Durante la disputa sobre el ACN, Khánh había intentado enmarcar la disputa en términos nacionalistas contra lo que él veía como una influencia dominante de los EE. UU.. A largo plazo, esto fracasó, ya que Vietnam del Sur y las carreras y el avance de sus oficiales superiores dependían de la ayuda estadounidense. Taylor esperaba que los llamamientos de Khánh al nacionalismo pudieran resultar contraproducentes y hacer que sus colegas temieran un futuro sin financiación estadounidense. Los estadounidenses estaban al tanto de las tácticas de Khánh y las explotaron tratando persistentemente de asustar a sus colegas con la perspectiva de un ejército fuertemente restringido por la ausencia de financiación estadounidense. Después del golpe de diciembre, Taylor sintió que el temor al abandono de EE. UU. «elevó el nivel de coraje de los otros generales hasta el punto de destituir» a Khánh, ya que muchos eran vistos como en deuda sobre todo con su deseo de progreso personal.
En enero y febrero de 1965, Khánh sintió que ya no podía trabajar con Taylor y los estadounidenses, y que su apoyo en la junta no era confiable, por lo que comenzó a intentar establecer conversaciones de paz secretas con los comunistas. Los planes para las discusiones apenas comenzaban, pero esto era inaceptable para los estadounidenses y los anticomunistas de línea dura de la junta, ya que significaba que la campaña de bombardeos contra Vietnam del Norte no sería posible. Cuando se descubrieron los planes de Khánh, las conspiraciones fomentadas por Estados Unidos se intensificaron. El 19 y 20 de febrero se intentó un golpe de Estado fallido. El complot original fue reprimido por los Jóvenes Turcos, con un grupo liderado por el general Nguyễn Chánh Thi y el mariscal del aire Nguyễn Cao Kỳ – hostil tanto a la trama como al propio Khánh, y con el apoyo secreto de los estadounidenses – logrando forzar un cambio de liderazgo el 20 de febrero y tomar el control ellos mismos, forzando a Khánh a exiliarse. Una vez que Khánh quedó fuera del camino, comenzó la campaña de bombardeos.